# 若江線

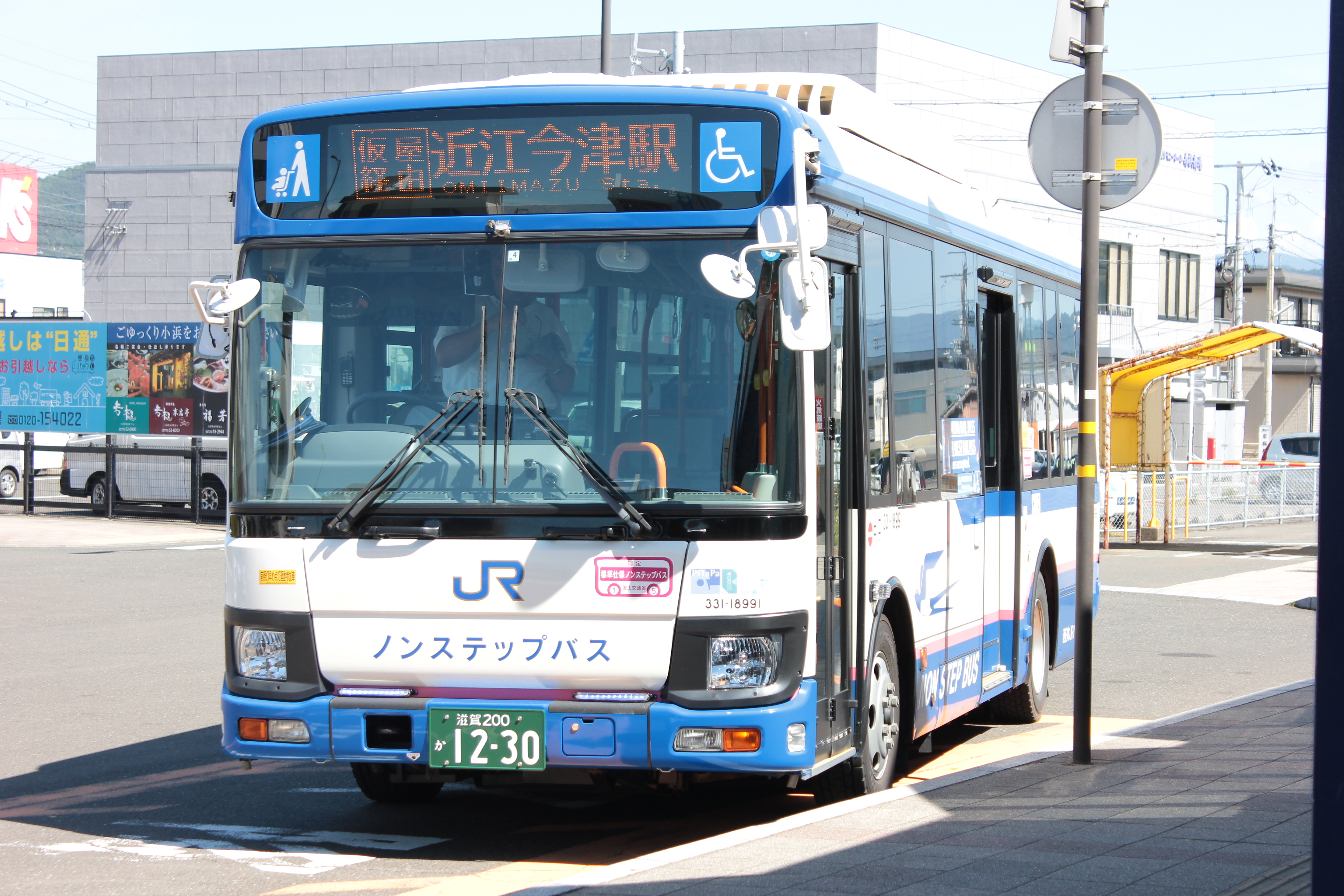
若江線（小浜駅）

若江線（じゃっこうせん、じゃくこうせん）は、西日本旅客鉄道（JR西日本）の湖西線近江今津駅（滋賀県高島市）と小浜線上中駅（福井県三方上中郡若狭町）を結ぶ計画だった旧国鉄の鉄道路線であり、その鉄道路線に先行する形で日本国有鉄道自動車局（国鉄バス）・西日本旅客鉄道・西日本ジェイアールバス（西日本JRバス）が運行する自動車路線である。

## 概要
江若鉄道の未成区間を引き継ぐ形で、1922年公布の改正鉄道敷設法別表第77号に「京都府山科ヨリ滋賀県浜大津、高城ヲ経テ三宅ニ至ル鉄道」として予定線に組み込まれた。鉄道建設に先行する形で近江今津 - 上中 - 小浜間に国鉄バス若江線が運行されたが、この路線は鉄道線の短絡という使命も有していた。
しかし、1970年代から国鉄の経営が悪化し、国鉄分割民営化によって鉄道敷設法が廃止されたため、鉄道計画は法的な根拠を失うことになった。その後は滋賀・福井両県が主体となる琵琶湖若狭湾快速鉄道（若狭リゾートライン）として構想がなされており、特に小浜市などでは誘致運動が続いていたが、2017年10月に北陸新幹線のルート決定に伴い嶺南広域行政組合が建設促進運動を中止し、計画は中止となった。
小浜市・若狭町を中心に、福井県南部と京都・大阪を最速で結ぶルートの一部であり、JR小浜線で敦賀・東舞鶴を経由するよりも所要時間・運賃ともに優位に立っている。

## バス路線
当路線は西日本ジェイアールバスが運行している。また、江若交通（江若鉄道の後身）が乗車券を含めた共同運行を行っていた時期があった。江若交通担当便には、滋賀県側は安曇川駅、福井県側は当時京阪グループだった若狭フィッシャーマンズワーフまで運行されていたものもあった。

### 小浜市への連絡
小浜市への鉄道路線は、若狭湾に沿って走るJR西日本小浜線があるが、京都・大阪方面へは東舞鶴駅または敦賀駅のどちらを経由しても遠回りで時間がかかり、若江線とJR湖西線を乗り継ぐ経路が最速かつ最短経路となる。このため、小浜駅や上中駅では、当線・近江今津駅経由での京都・大阪方面への乗車券も発売されている。
2008年3月15日ダイヤ改正で2往復の減便が行われたほか、最終便が上下とも1時間繰り上げられた。沿線の高島市は、市内の同線を利用した乗客に応じて補助金を拠出する制度 を設けるなど利用促進のための施策を行っている。
2015年3月14日時点では1日13往復の運転で、大阪・京都方面からの湖西線新快速が近江今津駅に到着後、接続する若江線のバスが約10分後に発車するダイヤとなっている。この乗り継ぎを利用すると、京都 - 小浜間で2時間程度、大阪 - 小浜間で2時間半程度となり、公共交通機関を利用して京都・大阪市内 - 小浜市・若狭町間を最も早く移動できる。また、大阪 - 小浜間では2020年5月まで運行されていた高速バス「わかさライナー」より所要時間が短かった。一方、湖西線近江今津以北と若江線との接続や、上中・小浜での小浜線との接続については、あまり考慮されていない。
前記の新快速のほか、朝晩に近江今津駅に停車する特急「サンダーバード」と接続する便もある一方、京都駅発着の湖西線普通（京都駅 - 近江舞子駅間も各駅に停車）と約10 - 15分以内で相互接続する便は、朝晩に数本程度残っているだけになっている。

## 沿革
- 1904年（明治37年）：「鯖街道」を結ぶ鉄道路線計画が持ち上がる。
- 1921年（大正10年）：近江から若狭への鉄道建設をめざす江若鉄道が部分開業。
- 1922年（大正11年）：改正鉄道敷設法公布。別表第77号に予定線として記載。
- 1931年（昭和6年）：江若鉄道が近江今津駅まで延伸開業。
- 1935年（昭和10年）12月20日：運輸営業開始（新平野-若狭熊川間）[3]
- 1936年（昭和11年）6月15日：運輸営業開始（小浜-新平野間）[4]
- 1937年（昭和12年）6月1日：運輸営業開始（神田橋-野木口間）[5]
- 1937年（昭和12年）12月21日：運輸営業開始（若狭熊川-近江今津間）[6][7]
- 1969年（昭和44年）：国鉄湖西線建設計画により江若鉄道は線路用地を日本鉄道建設公団に売却することになり、営業を廃止。
- 1974年（昭和49年）：湖西線が開業。国鉄若江線が計画路線に格上げ。
- 1985年（昭和60年）6月18日：国道303号水坂トンネル供用開始に伴うルート変更により、近江角川・関・瓜生天満前の各停留所をそれぞれ開設（関・瓜生天満前停留所（いずれも福井県道218号上に開設）を経由する便は1日4往復のみ）。これにより近江杉山 - 保坂間を通過する際の所要時間が2分短縮される。
- 1987年（昭和62年）：鉄道敷設法の廃止により鉄道計画の法的根拠を喪失。国鉄分割民営化によりバス路線が西日本旅客鉄道（JR西日本）に承継。一部の便に福井ナンバーの車両が使われるようになる。福井ナンバー車

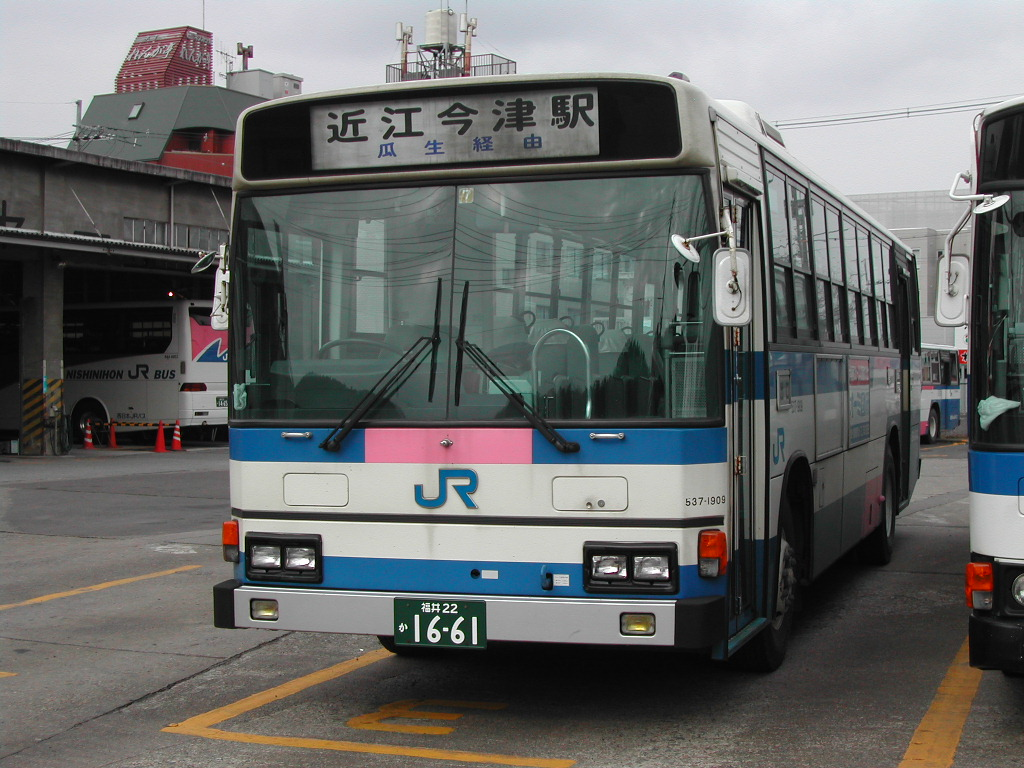
福井ナンバー車

- 1988年（昭和63年）：バス路線がJR西日本から西日本ジェイアールバスに移管。
- 1992年（平成4年）1月下旬頃：制度の見直しにより、バス路線だけの普通乗車券を廃止（降車時後払いに統一、近江今津経由JR連絡乗車券の発売は継続）。
- 1994年（平成6年）：江若交通担当便も含め、すべての便が関・瓜生天満前を経由するようになる（これにより若狭仮屋 - 瓜生口間を通過する際の所要時間が1分延びる）。北生見（きたうみ）停留所を実質上使用停止[注釈 4]（ただしバス停標識はなくなったが、車内放送は継続され、路線図からも抹消されていなかった）。
- 1997年（平成9年）：江若交通との共通運行を廃止し、運行担当を西日本ジェイアールバスに統一（ただし福井ナンバーと滋賀ナンバーとの混合運行はしばらく継続される）。8月には古野（こうの） - 上藺生（かみゆう）間の一部を石田川の橋脚架け替えにより新道に切り替え。
- 2002年（平成14年）：若江線の周辺路線が廃止されて別の業者に移管されたため、近江今津営業所管轄路線は若江線のみとなる。同時に全車滋賀ナンバー化されるとともに、次停留所表示機能付き運賃表示器設置車両に統一された。
- 2005年（平成17年）：市町村合併により高島市となったことから、一部の停留所名を変更（「今津役場前」を「今津支所前」に、「宮西町」を「ざぜん草前」に変更）。
- 2015年（平成27年）9月18日：若江線においてPiTaPaを導入、「全国相互利用ICカード乗車システム」にも対応[8]。なお交通系ICカードの全国相互利用は滋賀[注釈 5]・福井県下では西日本ジェイアールバスが初めてとなる[10]。
- 2016年（平成28年）3月26日：瓜生口 - 若狭大森間において、瓜生経由（ 関 - 瓜生天満前 - グリーンハイツ - ふるさと公園）と仮屋経由（若狭仮屋）の2経路での運行に切り替え。2つの経路を概ね交互に運行するダイヤとなる。同時に一部停留所の新設・移設・廃止などの見直しが行われ、使用停止状態だった北生見停留所が正式に廃止された[11]。
- 2019年（令和元年）：7月20日 - 9月10日まで青春18きっぷの提示で近江今津駅 - 小浜駅間の運賃を割引する「アオハル!つながるバス旅きっぷ」キャンペーン[注釈 6]を実施（同年12月20日から2020年1月10日までの期間も同様に実施）[12][13][14]。

## 停留所一覧

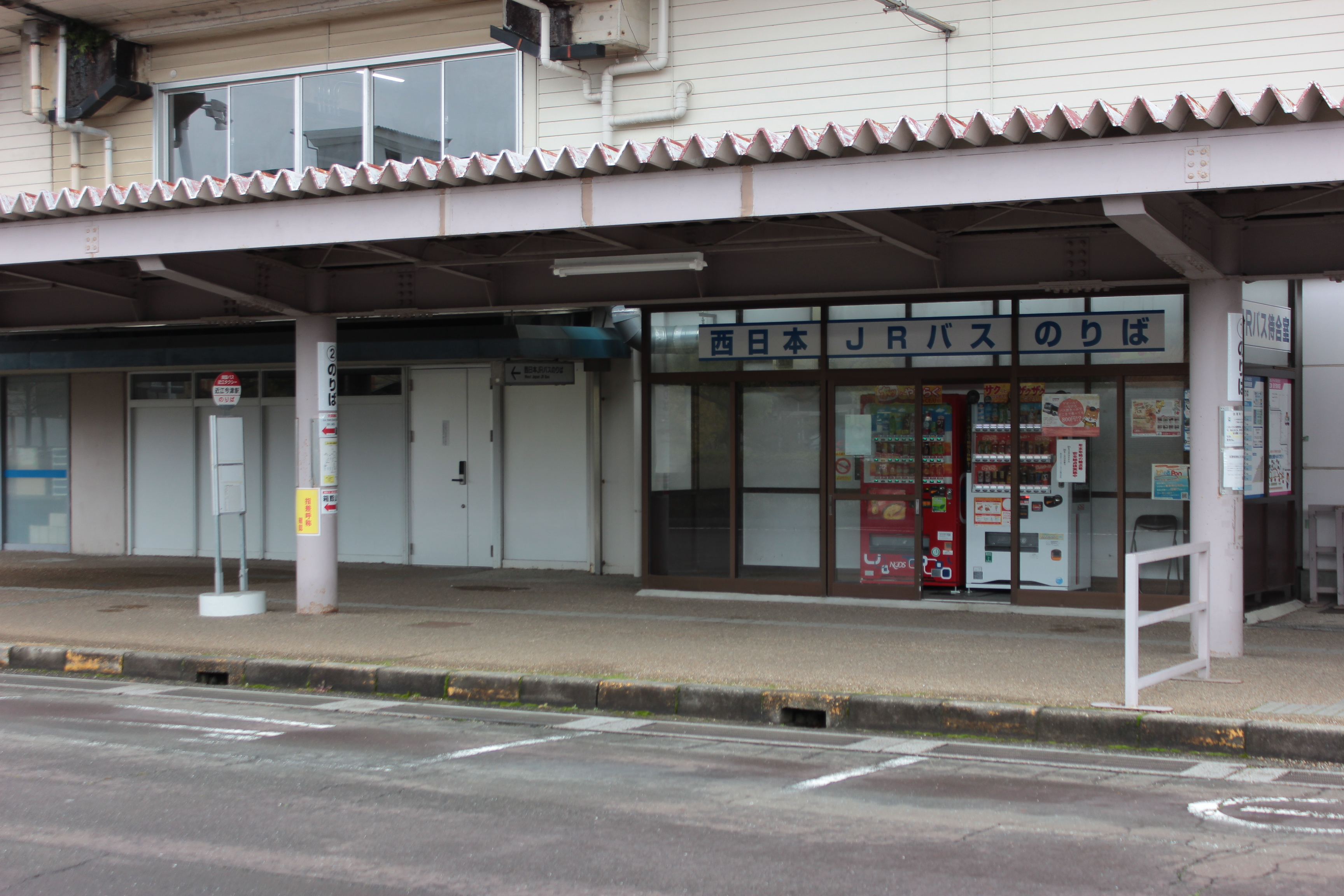
近江今津駅のバス乗り場

2016年3月26日から
近江今津駅（JR湖西線と連絡） - 今津西町 - 勤労者体育センター前 - 今津東小学校 - 弘川交番西 - 弘川口 - ざぜん草前 - 下弘部 - 上弘部 - 梅原口 - 上藺生 - 古野 - 近江追分 - 保坂 - 近江角川 - 近江杉山 - 天増川口 - 下大杉 - 道の駅若狭熊川宿 - 橘町 - 若狭熊川 - 下新町 - 新道口 - 瓜生口 -【瓜生経由： 関 - 瓜生天満前 - グリーンハイツ - ふるさと公園】 - 【仮屋経由：若狭仮屋】 - 若狭大森 - 上中病院前 - 上中（JR小浜線と連絡） - 三宅小学校前 - 天徳寺 - 若狭神谷 - 野木口 - 日笠 - 新平野駅口 - 平野口 - 大興寺 - 東市場 - 若狭国分 - 遠敷（） - 検見坂 - 木崎橋 - 湯岡橋 - 湯岡 - 関電前 - 小浜駅（JR小浜線と連絡）

### 停留所の変遷
1935年12月20日から1936年6月14日まで
若狭熊川 - 新道口 - 瓜生口 - 若狭仮屋 - 若狭大森 - 三宅（現・上中，国鉄小浜線と接続）- 天徳寺 - 日笠 - 新平野（国鉄小浜線と連絡）

1936年6月15日から1937年5月31日まで
若狭熊川 - 新道口 - 瓜生口 - 若狭仮屋 - 若狭大森 - 三宅（現・上中，国鉄小浜線と連絡）- 天徳寺 - 日笠 - 新平野（国鉄小浜線と連絡）- 東市場 - 遠敷 - 木崎橋 - 伏原 - 小濱（国鉄小浜線と連絡）

1937年6月1日から1937年12月20日まで
若狭熊川 - 新道口 - 瓜生口 - 若狭仮屋 - 若狭大森 - 三宅（現・上中，国鉄小浜線と連絡）- 天徳寺 - 野木口 - 日笠 - 新平野（国鉄小浜線と連絡）- 東市場 - 若狭国分 - 遠敷 - 木崎橋 - 湯岡 - 神田橋 - 小濱（国鉄小浜線と連絡）

1937年12月21日から1985年6月17日まで
近江今津（江若鉄道と接続）- 弘川口 - 下弘部 - 梅原口 - 上藺生 - 上ノ瀬橋 - 北生見 - 近江追分 - 角川口 - 保坂 - 近江杉山 - 下大杉 - 橘町 - 若狭熊川 - 新道口 - 瓜生口 - 若狭仮屋 - 若狭大森 - 三宅（現・上中，国鉄小浜線と連絡）- 天徳寺 - 野木口 - 日笠 - 新平野（国鉄小浜線と連絡）- 東市場 - 若狭国分 - 遠敷 - 木崎橋 - 湯岡 - 神田橋 - 小濱（国鉄小浜線と連絡）

1985年6月18日から1994年まで
近江今津（国鉄湖西線と接続）- 弘川口 - 下弘部 - 梅原口 - 上藺生 - 上ノ瀬橋 - 北生見 - 近江追分 - 保坂 - 近江角川 - 近江杉山 - 下大杉 - 橘町 - 若狭熊川 - 新道口 - 瓜生口 -【瓜生経由： 関 - 瓜生天満前】- 若狭仮屋 - 若狭大森 - 上中（国鉄小浜線と連絡）- 天徳寺 - 野木口 - 日笠 - 新平野（国鉄小浜線と連絡）- 東市場 - 若狭国分 - 遠敷 - 木崎橋 - 湯岡 - 神田橋 - 小浜（国鉄小浜線と連絡）

1994年から2016年3月25日まで
近江今津駅（JR湖西線と連絡） - 今津西町 - 高島高校前 - 今津役場前 - 弘川口 - 宮西町 - 下弘部 - 上弘部 - 梅原口 - 上藺生 - 古野 - 北生見 - 近江追分 - 保坂 - 近江角川 - 近江杉山 - 天増川口 - 下大杉 - 道の駅若狭熊川宿 - 橘町 - 若狭熊川 - 下新町 - 新道口 - 瓜生口 - 関 - 瓜生天満前 - 若狭仮屋 - 若狭大森 - 上中病院前 - 上中（JR小浜線と連絡） - 三宅小学校前 - 天徳寺 - 若狭神谷 - 野木口 - 日笠 - 新平野駅口 - 平野口 - 大興寺 - 東市場 - 若狭国分 - 遠敷 - 検見坂 - 木崎橋 - 湯岡橋 - 湯岡 - 関電前 - 小浜駅（JR小浜線と連絡）

2005年から2016年3月25日まで
近江今津駅（JR湖西線と連絡） - 今津西町 - 高島高校前 - 今津役場前 - 弘川口 - 宮西町 - 下弘部 - 上弘部 - 梅原口 - 上藺生 - 古野 - （北生見） - 近江追分 - 保坂 - 近江角川 - 近江杉山 - 天増川口 - 下大杉 - 道の駅若狭熊川宿 - 橘町 - 若狭熊川 - 下新町 - 新道口 - 瓜生口 - 関 - 瓜生天満前 - 若狭仮屋 - 若狭大森 - 上中病院前 - 上中（JR小浜線と連絡） - 三宅小学校前 - 天徳寺 - 若狭神谷 - 野木口 - 日笠 - 新平野駅口 - 平野口 - 大興寺 - 東市場 - 若狭国分 - 遠敷 - 検見坂 - 木崎橋 - 湯岡橋 - 湯岡 - 関電前 - 小浜駅（JR小浜線と連絡）

## ギャラリー

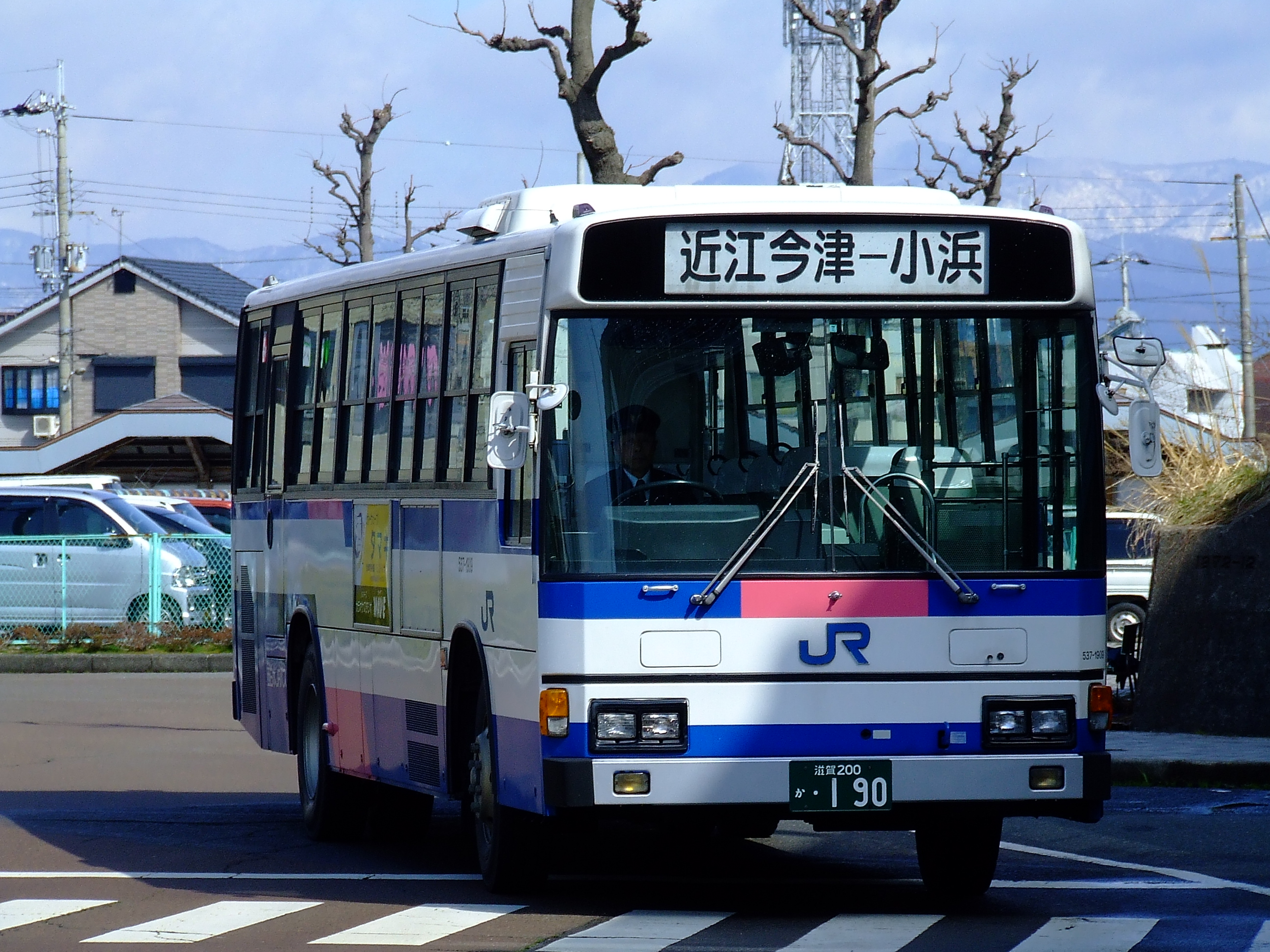
近江今津駅（2007年）
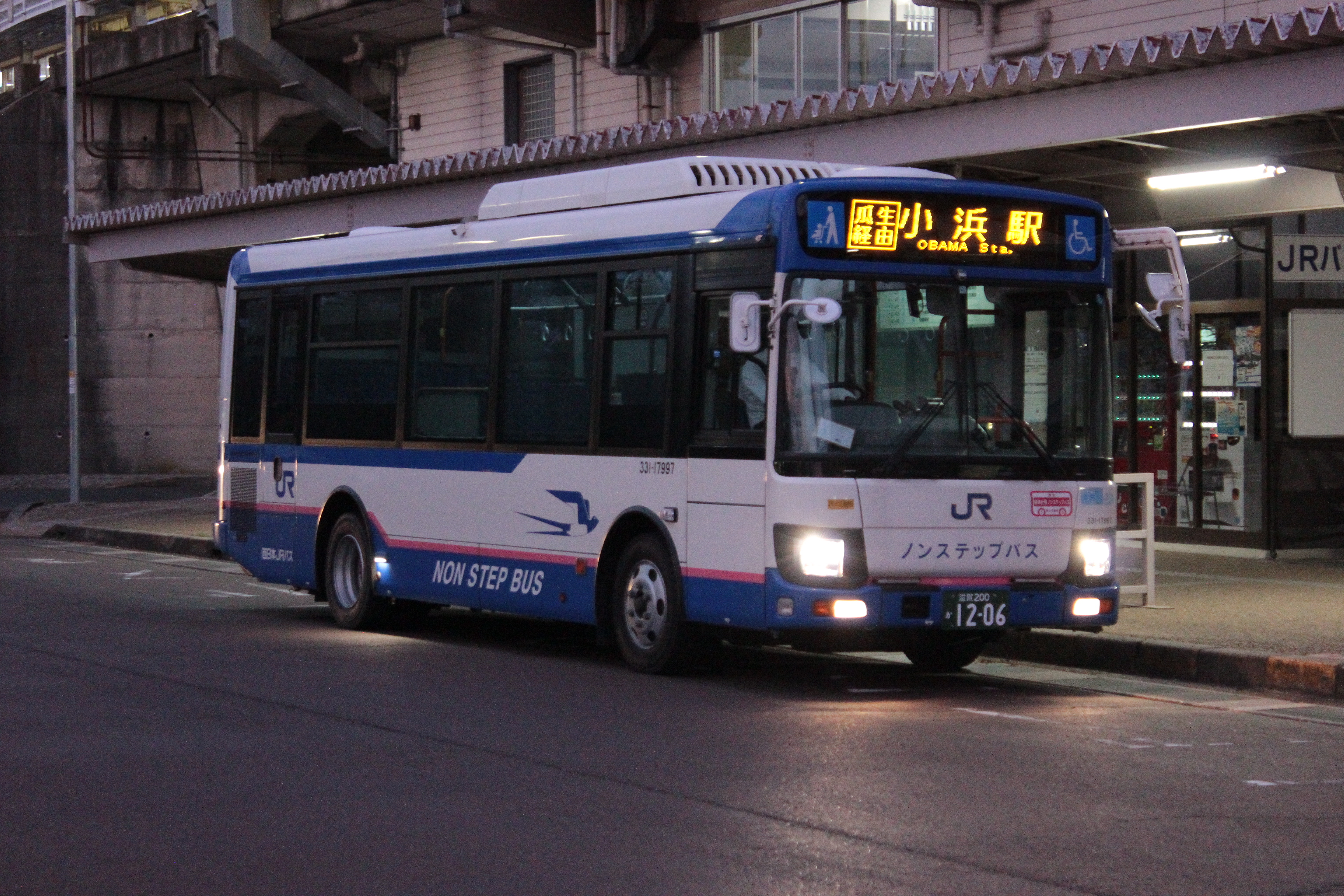
近江今津駅（2019年、ノンステップバス）